# Biffontaine
Biffontaine település Franciaországban, Vosges megyében. Lakosainak száma 393 fő (2022. január 1.). Biffontaine La Houssière, Les Poulières, Belmont-sur-Buttant, Bois-de-Champ és La Chapelle-devant-Bruyères községekkel határos.

## Népesség
A település népességének változása:
| Lakosok száma | 426  | 423  | 428  | 408  | 401  | 398  | 395  | 394  | 393  |
|               | 2013 | 2015 | 2016 | 2017 | 2018 | 2019 | 2020 | 2021 | 2022 |